# Quintus Marcius Rex (tribunus plebis in 196 v.Chr.)
Quintus Marcius Rex was tribunus plebis in 196 v.Chr.. Hij stelde aan het volk voor om vrede te sluiten met Philippus V van Macedonië (Liv., XXXIII 25.).

## Referentie
- W. Smith, art. Rex, Marcius (1), in W. Smith (ed.), A dictionary of Greek and Roman biography and mythology, III, Boston, 1867, p. 645.